# Luigi Bernardo Salvoni
Luigi Bernardo Salvoni, né le 26 septembre 1723 à Parme et mort en 1784 dans la même ville, est un poète italien.

## Biographie
Né à Parme le 26 septembre 1723, il était fort jeune lorsque son père l’emmena à Plaisance, où il allait s’établir comme limonadier. Envoyé ensuite à Pise pour y faire ses études, il entra dans le séminaire de cette ville et même, après en être sorti, il porta encore pendant quelque temps l’habit ecclésiastique. Voilà pourquoi il fut connu d’abord sous le nom d’abbé Salvoni, bien qu’il n’eût point reçu les ordres. De retour à Plaisance, il y fonda une imprimerie avec Andrea Bellici, son frère utérin. La première publication qui sortit de ses presses fut (en 1747) un Choix de poésies des plus célèbres auteurs vivants, parmi lesquels Salvoni ne craignit pas de se ranger, en faisant figurer dans ce recueil plusieurs de ses poésies. Il donna ensuite une édition des œuvres dramatiques de Métastase (1750), ce qui le mit en correspondance avec l’illustre poète. Dans une lettre que celui-ci lui adressa, on trouve, à côté de justes plaintes sur les fautes grossières qui déparent l’édition citée plus haut, des expressions d’admiration pour le talent de Salvoni comme poète. Mais, malgré ces éloges, ceux d’Angelo Mazza et de quelques journaux du temps, il n’en est pas moins vrai que les ouvrages de Salvoni sont tous fort médiocres et méritent l’oubli complet où ils sont tombés. Salvoni était déjà agent général de la maison Sforza Cesarini, dans la Lombardie, lorsqu’il revint, en 1766, à Parme avec sa famille, et depuis il cumula ces fonctions avec celles de directeur de la poste aux lettres, qu’il conserva jusqu’à sa mort arrivée en 1784. Salvoni était membre de l’Académie d'Arcadie de Rome, sous les noms de Nisalvo Euritense, et appartenait à différentes sociétés littéraires de Parme et de Plaisance.

## Œuvres
- Massinissa, tragédie, Plaisance, 1744, in-8°. Elle est au-dessous du médiocre, et l’auteur eut le bon esprit de ne pas la comprendre dans l’édition de ses Œuvres.
- Un Recueil de poésies, dont il fut l’éditeur et en partie l’auteur, à l’occasion d’un doctorat, Plaisance, 1745, in-8° ;
- Choix de charmantes odes et de compositions dramatiques inédites de célèbres auteurs vivants, Plaisance, Salvoni, 1747, petit in-4° ;
- une Vie du docteur J. Schiavi, mise à la tête d’une édition de ses Œuvres publiées par Salvoni, Plaisance, 1748, in-8° ;
- Compositions dramatiques écrites par ordre de la cour de St-Ildefonse, Plaisance, 1753, in-8° ;
- les Combats des amants, comédie pour musique, Parme, in-4°. Cette pièce fut écrite par ordre du duc de Parme et représentée sur le grand théâtre de cette ville dans l’automne de 1772.
- Œuvres poétiques, Plaisance, 1777, Andrea Bellici-Salvoni, 2 vol. in-8°, avec le portrait de l’auteur. Ce recueil contient la plupart des pièces que nous avons citées dans le courant de cet article et plusieurs autres.